# Jahongir Turdiyev
Jahongir Turdiyev (ur. 2 maja 1982) – uzbecki zapaśnik walczący w stylu klasycznym. Zajął dziesiąte miejsce na mistrzostwach świata w 2002. Wicemistrz Azji w 2003. Brązowy medalista na mistrzostwach świata juniorów w 2001 roku.